# Ceraclea modesta
Ceraclea modesta är en nattsländeart som först beskrevs av Banks 1920.  Ceraclea modesta ingår i släktet Ceraclea och familjen långhornssländor. Inga underarter finns listade i Catalogue of Life.